# مستشفى مار يوسف (القدس)
مستشفى مار يوسف أو مستشفى القديس يوسف ويعرف أيضًا باسم المستشفى الفرنسي والمستشفى الفرنساوي، هو مستشفى طبي يقع في القدس الشرقية، يعد أحد المستشفيات الهامة في المدينة، وهو واحد من أصل ستة مؤسسات طبية فلسطينية موجودة في القدس الشرقية، ويعد ضمن شبكة المستشفيات الفلسطينية في القدس الشرقية.

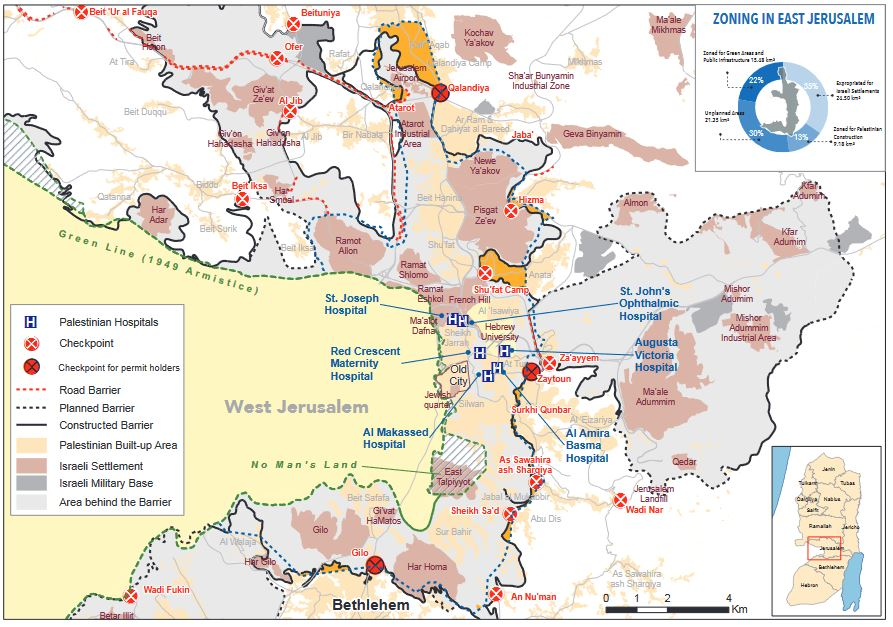
خارطة أماكن شبكة المستشفيات الفلسطينية في القدس الشرقية وبينها مستشفى القديس يوسف.

## تاريخ
بدأ بناء المستشفى عام 1954 واكتمل البناء عام 1956، وتدير «أخوية راهبات القديس يوسف» المستشفى، والأخوية هذه تتواجد في الأراضي الفلسطينية منذ حوالي 200 عام، وكانت الأخوية قد تأسست عن طريق جمعية فرنسية.
يضم المستشفى حوالي 155 سريرًا، تشمل 4 غرف عمليات، 6 أسرّه لفسم الإفاقة ما بعد العمليات، 5 غرف ولاده و2 سرير للمراقبه، 11 سرير طواريء، 22 سرير للجراحه اليوميّه، و28 سريرًا للولادة.

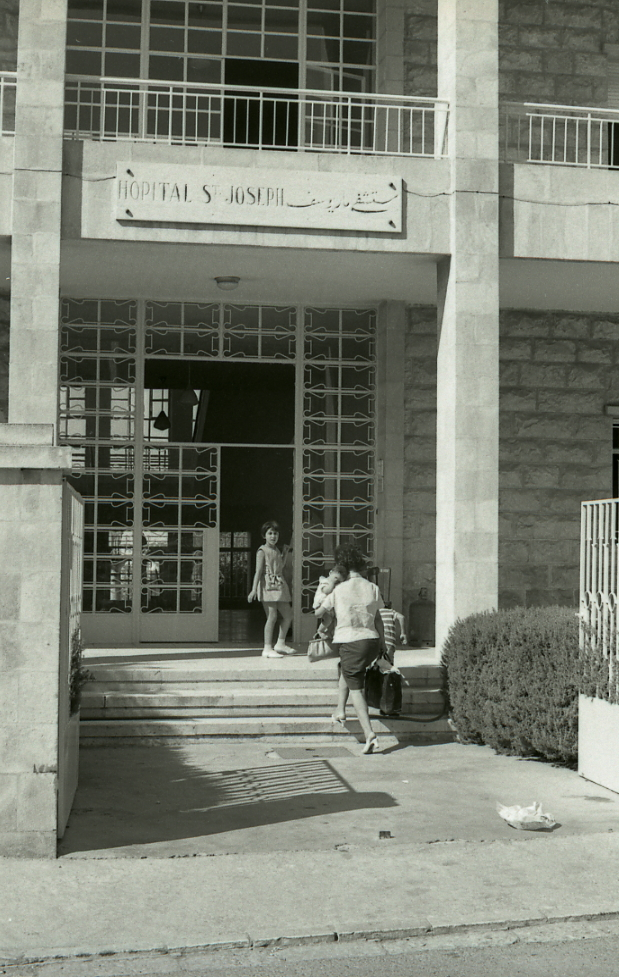
المستشفى عام 1967.

## أحداث
- في 13 مايو 2022، اقتحمت قوات الشرطة الإسرائيلية حرم المشفى وقامت بالاعتداء على حاملي نعش الصحافية شيرين أبو عاقلة.[7] عبرت فرنسا عن غضبها إزاء ذلك،[8] كما قال الاتحاد الأوروبي إنه «فُزع» من ذلك، بينما عبر البيت الأبيض عن «قلقه للغاية»،[9] وقال بطريرك القدس للاتين بييرباتيستا بيتزابالا «إن اقتحام الشرطة الإسرائيلية واستخدامها غير المتناسب للقوة عبر مهاجمة المشيعين وضربهم بالهراوات واستخدام القنابل الدخانية وإطلاق الرصاص المطاطي وإخافة مرضى المستشفى هو انتهاك صارخ للقواعد والأنظمة الدولية».[10]

القوات الإسرائيلية لحظة هجومها على نعش وجنازة شيرين أبو عاقلة في حرم المستشفى بتاريخ 13 مايو 2022.

## معرض صور

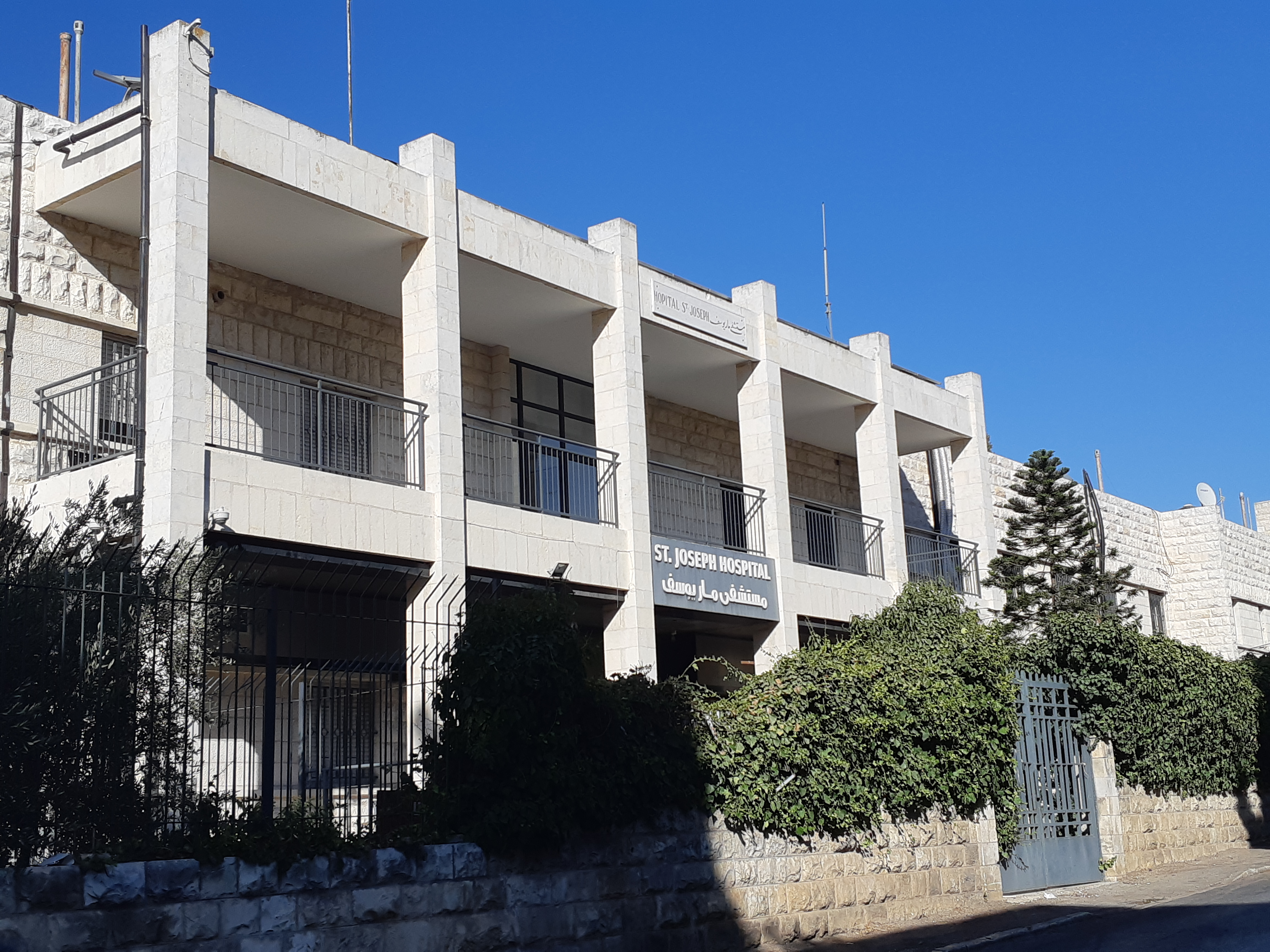
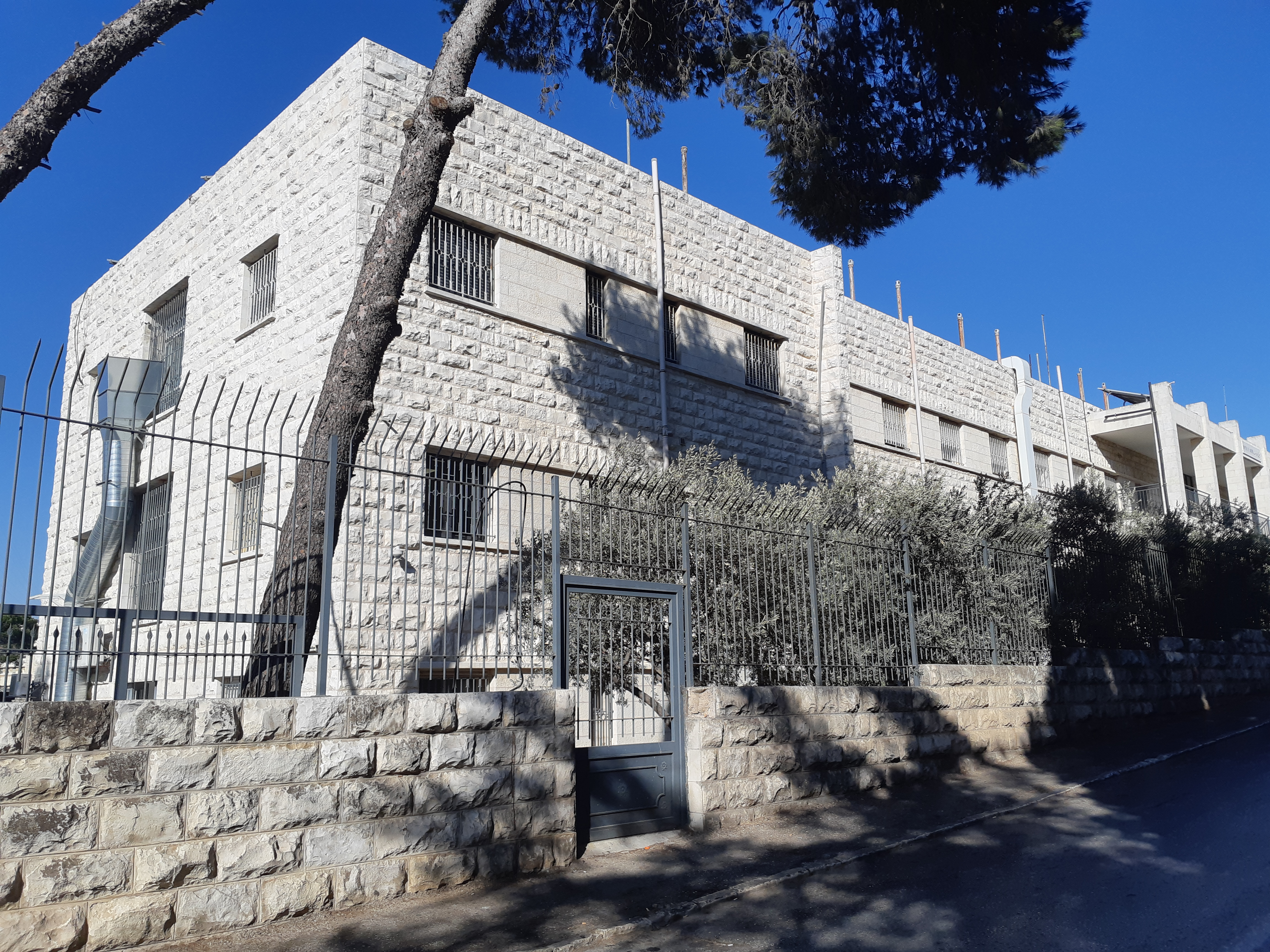